# 埃爾克本德 (愛達荷州)
埃爾克本德（英語：Elk Bend）是位於美國愛達荷州萊姆哈伊縣的一個非建制地區。該地的面積和人口皆未知。

## 地理
埃爾克本德的座標為44°53′04″N 113°58′08″W / 44.88444°N 113.96889°W，而該地的平均海拔高度為1340米（即4380英尺）。